# Paola Montaldi

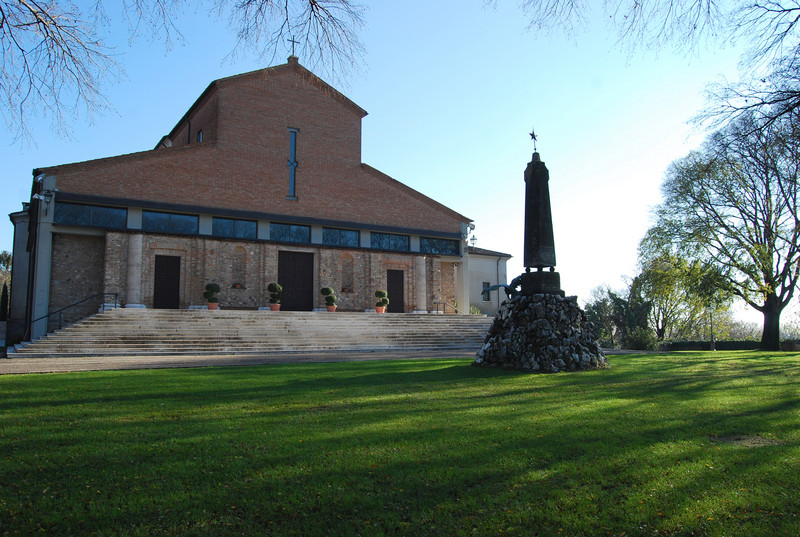
Chiesa parrocchiale a Volta Mantovana

Paola Montaldi (Volta Mantovana, 1443 – Mantova, 1514) è stata una religiosa italiana, venerata come beata dalla Chiesa cattolica.

## Biografia
Nacque nel castello di famiglia nei pressi di Volta Mantovana e all'età di quindici anni prese l'abito  monacale, entrando nel convento delle clarisse di Santa Lucia a Mantova.
Passò la sua vita nella preghiera e nella contemplazione e fu eletta per tre volte badessa del convento. La fama di santità si sparse anche al di fuori della città e molte furono le persone che si rivolsero a lei per ricevere aiuto e conforto nelle malattie.
Conobbe la beata Osanna Andreasi di Mantova ed ebbe contatti epistolari con la marchesa Isabella d'Este.
Il suo corpo riposa dal 1872 nella chiesa parrocchiale di Volta Mantovana.